# Diecezja Yongnian
Diecezja Yongnian, diecezja Weixian, diecezja Handan (łac. Dioecesis Iomnieninus, chiń. 天主教永年教区) – rzymskokatolicka diecezja ze stolicą w Yongnian w prefekturze miejskiej Handan, w prowincji Hebei, w Chińskiej Republice Ludowej. Biskupstwo jest sufraganią archidiecezji pekińskiej.
Kościół prowadzi na terenie diecezji 13 szpitali, 3 domy opieki dla osób starszych, 1 dom dziecka i 1 przedszkole.

## Historia
24 maja 1929 papież Pius XI brewe Quod Nobis erygował prefekturę apostolską Yongnian. Dotychczas wierni z tych terenów należeli do wikariatu apostolskiego Xianxian (obecnie diecezja Xianxian).
10 lipca 1947 prefektura apostolska Yongnian została podniesiona do rangi wikariatu apostolskiego.
W wyniku reorganizacji chińskich struktur kościelnych dokonanej przez papieża Piusa XII 11 kwietnia 1946 wikariat apostolski Yongnian podniesiono do godności diecezji.
Od zwycięstwa komunistów w chińskiej wojnie domowej w 1949 diecezja, podobnie jak cały prześladowany Kościół katolicki w Chinach, nie może normalnie działać. Po śmierci bp Josepha Cui Shouxuna w 1951 lub 1953 aż do 1988 brak informacji o biskupie będącym w łączności z papieżem.
W 1980 Patriotyczne Stowarzyszenie Katolików Chińskich utworzyło w prefekturze miejskiej Handan diecezję Handan. W jej skład weszła również diecezja Daming.
W 1988 biskupem Yongnianu został Peter Chen Bolu mający uznanie zarówno Stolicy Apostolskiej, jak i pekińskiego rządu. W 1994 otworzył on diecezjalny szpital. Gdy został biskupem, diecezja liczyła 6 starszych księży i ok. 60 000. wiernych. Jednak dzięki jego wysiłkom ewangelizacyjnym i formacji kapłanów liczba księży wzrosła do 93 a katolików do ok. 130 000.
W 1989 sakrę biskupią przyjął John Han Dingxiang. W 1960 aresztowano go za „działalność kontrrewolucyjną” i skazano na obóz pracy. Na wolność wyszedł w 1979. W 1986 przyjął święcenia kapłańskie. Jako biskup Yongnianu nie był uznawany przez komunistyczne władze. Z tego powodu był wielokrotnie więziony. Ostatni raz trafił do więzienia w 1999, gdzie przebywał do śmierci w 2007. 6 godzin po jego śmierci komuniści skremowali ciało hierarchy i szybko je pogrzebali. Brak informacji czy jego sakrę uznawała Stolica Apostolska.
Następcą biskupa Petera Chen Bolu został w 1999 Stephen Yang Xiangtai. W 21 czerwca 2011 90-letni bp Yang Xiangtai udzielił sakry i mianował swoim koadiutorem Josepha Suna Jigena. 26 czerwca 2011 bp Sun Jigen został aresztowany przez policję w związku z tym, że sakra miała odbyć się 3 dni później. Aresztowano również 2 księży, którzy interweniowali w obronie hierarchy w biurze ds. wyznań. Po uwolnieniu bp Suna Jigena diecezja ujawniła, że sakrę udzielono jeszcze przed zatrzymaniem. Bp Sun Jigen już od 4 lat miał zgodę papieża Benedykta XVI na konsekrację jednak nie udało jej się przeprowadzić wcześniej.
13 października 2021 roku zmarł biskup Stephen Yang Xiangtai.

## Ordynariusze
- Joseph Cui Shouxun (Tsui Shouhsün) (prefekt apostolski 1929-1933, wikariusz apostolski 1933-1946, biskup 1946-1951 lub 1953)
- sede vacante (być może urząd sprawował biskup(i) Kościoła podziemnego) (1951/3-1988)
- Peter Chen Bolu (1988-1999)
- John Han Dingxiang (1989-2007)
- Stephen Yang Xiangtai (1999-2021)
- Joseph Sun Jigen (od 2021)